# شيهم طويل الذيل
شيهم طويل الذيل (الاسم العلمي: Trichys fasciculata)، نوع من القوارض المنتمية إلى فصيلة شياهم العالم القديم. وهو صنف أحادي الطراز داخل جنس Trichys، ويوجد في بروناي وإندونيسيا وماليزيا.